# Icaria Planum
L'Icaria Planum è una struttura geologica della superficie di Marte.